# Trasmittanza
La trasmittanza (generalmente indicata con τ), in ottica e in spettroscopia, rappresenta la capacità di un materiale di lasciarsi attraversare da una parte della luce incidente.  Essendo quindi il rapporto tra intensità del flusso radiante trasmesso e intensità del flusso radiante incidente, è una grandezza adimensionale.

## Definizione
Per calcolare la trasmittanza occorre applicare la relazione:
{\displaystyle \tau ={\frac {\Phi _{t}}{\Phi _{0}}}}
dove Φ0 e Φt sono rispettivamente il flusso luminoso incidente ed emergente dal campione attraversato.
Spesso la trasmittanza è espressa come valore percentuale:
{\displaystyle \tau _{\%}=100\,\tau }
La trasmittanza è legata all'assorbanza α dalla seguente relazione:
{\displaystyle \alpha =-\log \tau =\log \Phi _{0}-\log \Phi _{t}}
L'andamento della trasmittanza in funzione della lunghezza d'onda per una data sostanza rappresenta lo spettro della sostanza stessa.
È inoltre possibile esprimere la trasmittanza come funzione della radianza: 
{\displaystyle \tau ={\frac {\int \limits _{0}^{\infty }\int \limits _{2\pi sr}L(\lambda )_{t}\ d\Omega _{t}\ d\lambda }{\int \limits _{0}^{\infty }\int \limits _{2\pi sr}L(\lambda )_{0}\ d\Omega _{0}\ d\lambda }}}
dove L(λ)0 e L(λ)t sono rispettivamente la radianza spettrale incidente dalla direzione (θ0,φ0) e trasmessa in direzione (θt,φt), dΩ è l'angolo solido elementare proiettato.

## Modelli di trasmissione
Esistono due modelli che possono essere utilizzati per calcolare il flusso trasmesso: il modello di trasmissione perfettamente diffondente, o Lambertiano, e il modello di trasmissione perfettamente speculare. Questi rappresentano i due casi limite e quindi possono approssimare bene solo il comportamento di pochi oggetti, mentre per la maggior parte dei casi reali la trasmissione può essere considerata una via di mezzo fra i due casi limite.
Il modello di trasmissione perfettamente diffondente prevede che la frazione della luce incidente sulla superficie che non viene né riflessa né assorbita, diffonda in tutte le direzioni dello spazio dopo aver attraversato l'oggetto. Questo comportamento si può osservare quando si guarda un oggetto attraverso un vetro sabbiato: poiché il raggio luminoso viene "spezzato" e quindi diffuso in tutte le direzioni l'oggetto posto al di là del vetro non risulta più riconoscibile. 
Il modello di trasmissione perfettamente speculare (o regolare), al contrario, prevede che il fascio luminoso che riesce ad attraversare la superficie, venga trasmesso con una variazione nell'angolo formato con la superficie, in modo da tener conto del fenomeno della rifrazione. I materiali che mostrano questo comportamento sono definiti trasparenti.

## Trasmissione spettrale
La trasmittanza può essere calcolata considerando una particolare lunghezza d'onda e prende il nome di trasmittanza spettrale:
{\displaystyle \tau (\lambda )={\frac {\Phi (\lambda )_{t}}{\Phi (\lambda )_{0}}}}
dove Φ(λ)t e  Φ(λ)0 sono rispettivamente il flusso luminoso trasmesso e incidente alla lunghezza d'onda λ.
A partire dalla trasmittanza spettrale è possibile calcolare la trasmittanza totale eseguendo l'integrazione su tutte le lunghezze d'onda secondo la relazione:
{\displaystyle \tau ={\frac {\int \limits _{0}^{\infty }\tau (\lambda )\Phi (\lambda )_{0}d\lambda }{\int \limits _{0}^{\infty }\Phi (\lambda )_{0}d\lambda }}}

## Classificazione
I materiali possono essere classificati in base al valore di trasmittanza che li caratterizza 
- Materiali esclusivamente riflettenti o assorbenti: presentano un valore di trasmittanza pari a 0.
- Materiali debolmente trasmittenti: presentano un coefficiente di trasmittanza minore o uguale a 0.35.
- Materiali fortemente trasmittenti: presentano un coefficiente di trasmittanza maggiore di 0.35.[4]